# Хириясул Алибек
Хириясул Алибек (авар. Хириясул Гӏалибек; начало XIX века — 1839) — военный и государственный деятель Северо-Кавказского имамата, наиб имама Шамиля, ближайший сподвижник двух предшествующих имамов Гази-Мухаммада и Гамзат-бека. Аварец по национальности.

## Ранние годы
Алибек родился в  1805 начале XIX века, в семье потомственных военных. Отец его Хириясул, как и дед Чупан, были военачальниками при аварском нуцале Умма-хане Великом. До начала активных военных действий, Алибек работал кадием в селении Очло, а потом был назначен кадием села Рихьуни житель села Очло.
С началом освободительного движения на Кавказе, Алибек примкнул, вначале к движению Гази-Мухаммада, а после его смерти присоединился к Гамзат-беку. После провозглашения Шамиля имамом в 1834 году, был назначен им хунзахским наибом, ему было поручено возглавлять один из хунзахских отрядов.

## Ахульго
Алибек активно проявил себя в Аварской экспедиции генерала Фези, его отряд отражал атаки русских войск на Аргвани, участвовал в боях при Ашильте.

### Последний бой наиба
В июне 1839 года Шамиль был блокирован на Ахульго. Алибек был назначен комендантом Сурхаевой башни. Данный оборонительный пункт был ключевым в сражении, поскольку располагался на господствующей высоте. По этой причине осажденные могли держать под обстрелом практически все участки местности, на которых располагались русские войска.
Непосредственный участник событий — Милютин, в своих воспоминаниях указывает: «Шамиль заперся в Ахульго, со всеми своими приверженцами, их семьями, и заложниками от покорных ему племён, число которых доходило до 4000 душ обоего пола. Вооружённых было свыше 1000 человек, из них 100 самых отчаянных мюридов, предводимых Али-Беком заперлись в Сурхаевой башне».
29 июня, в 9.00, батальоны Апшеронского и Куринского полков с трех сторон подошли к горе и начали штурмовать башню. Горцам удалось отразить атаку, русские войска отступили и начале готовиться к бомбардировке башни. Здесь Алибеку ядром оторвало руку, однако несмотря на это, он продолжил бой. Хайдарбек Геничутлинский с удивлением вспоминает об этом:
«Самым же удивительным из того, что когда-либо видели глаза и слышали уши, было следующее. Выдающийся храбрец, мухаджир, аварец (ал-авари) Алибек, сын Хириясулава, был ранен в правое плечо ядром, выпущенным из большой пушки, причем так, что локоть был оторван, но висел на сухожилиях. Алибек же, продолжая сражаться с огромной страстью, сказал тут бойцам, которые находились вокруг него: „Отрубите-ка это!“—и указал на свой висящий локоть. Те, однако, не стали отрубать его и Алибек, наступив тогда на этот локоть ногой, сам отрубил его саблей, а затем продолжил битву, держа оружие в другой руке».
5 июля, умер от ран Алибек, через 2 дня после смерти была взята штурмом Сурхаева башня. Все защитники которой погибли после артиллерийского обстрела. Взятие укрепления предопределило исход сражения, после еще трех месячной осады Ахульго пал - 22 августа 1839 года. Там же среди защитников башни и был похоронен Алибек.
Локоть Алибека, который был оторван ядром, отправили к его раненой матери, которая лежала в постели. Когда мать увидела эту часть его руки, она сказала: «Хвала Аллаху, который предопределил сыну моему погибнуть в бою с неверными, а не умереть в кровати». Когда до Шамиля дошла весть о смерти Алибека, он произнес фразу из Корана: «Мы принадлежим Аллаху и к Нему мы, затем возвращаемся», а потом сказал: «Горе нам! Как же мы теперь будем противостоять врагам!».
По аварскому преданию, якобы российский император спросил у Шамиля: «Кто у тебя был из тех, который наиболее радовал твое сердце?» Шамиль ответил: «Хириясул Алибек и Ахбердил Магома». «А в чем выражался их подвиг?» «Самый малый подвиг был тот, что снаряд неприятеля, готовый разорваться около моих горцев-воинов, они отбрасывали прочь, опережая друг друга, не задумываясь о смертельной опасности».